# Liste antiker Ortsnamen und geographischer Bezeichnungen/St
| Lateinischer Name   | Griechischer Name       | Beschreibung                                                             | Heute | Quellen und Verweise | Lage |
| ------------------- | ----------------------- | ------------------------------------------------------------------------ | --- | -------------------- | ---- |
| Stabatio            |                         |                                                                          | | Smith;               |      |
| Stabiae             |                         | Siedlung am Golf von Neapel, durch den Vesuvausbruch 79 n. Chr. zerstört | Castellammare di Stabia, etwa 20 km südlich des Vesuv                                                                | Smith;               |      |
| Stabula             |                         |                                                                          | | Smith;               |      |
| Stabulum            |                         |                                                                          | | Smith;               |      |
| Stabulum Diomedis   |                         |                                                                          | | Smith;               |      |
| Stabulum Novum      |                         |                                                                          | | Smith;               |      |
| Stachir             |                         |                                                                          | | Smith;               |      |
| Stageira, Stageirus | Στάγειρος (Stageiros)   | Stadt auf der Halbinsel Chalkidiki                                       | am Südostrand von Olymbiada (Gemeinde Stagira-Akanthos) auf der in den Strymonischen Golf ragenden Halbinsel Liotopi | Smith;               |      |
| Stagna Volcarum     |                         |                                                                          | | Smith;               |      |
| Staliocanus Portus  |                         |                                                                          | | Smith;               |      |
| Stanacum            |                         |                                                                          | | Smith;               |      |
| Statielli           |                         |                                                                          | | Smith;               |      |
| Statonia            |                         |                                                                          | | Smith;               |      |
| Statuas             |                         |                                                                          | | Smith;               |      |
| Statuas             |                         |                                                                          | | Smith;               |      |
| Stavani             |                         |                                                                          | | Smith;               |      |
| Stectorium          | Στεκτόριον (Stektorion) | Stadt in Phrygien                                                        | nördlich von Menteşe in der Türkei                                                                                   | Smith;               |      |
| Steiria             | Στειριά (Steiria)       | Küstenort in Attika                                                      | im Norden der Bucht von Porto Rafti bei dem heutigen Ortsteil Agios Spyridonas                                       | Smith;               |      |
| Stelae              |                         |                                                                          | | Smith;               |      |
| Stellatis Campus    |                         |                                                                          | | Smith;               |      |
| Stena               |                         | Ort an der ionischen Küste                                               | im Kreis Menderes in der Provinz Izmir in der Türkei, oberhalb des Ostufers des Tahtalı-Stausees                     |                      |      |
| Stenas              |                         | Ort in Päonien                                                           | | Smith;               |      |
| Stentoris Lacus     |                         |                                                                          | | Smith;               |      |
| Stenus              |                         | Fluss in Thrakien                                                        | | Smith;               |      |
| Stenyclarus         |                         |                                                                          | | Smith;               |      |
| Stephanaphana       |                         |                                                                          | | Smith;               |      |
| Stephane            | Στεφάνη (Stephanē)      | Ort an der Küste von Paphlagonien                                        | | Smith;               |      |
| Stereontium         |                         |                                                                          | | Smith;               |      |
| Stiphane            |                         |                                                                          | | Smith;               |      |
| Stiria              |                         |                                                                          | | Smith;               |      |
| Stiris              | Στῖρις                  | Ort in Ostphokis                                                         | | Smith;               |      |
| Stlupi              |                         |                                                                          | | Smith;               |      |
| Stobi               | Στόβοι (Stoboi)         | Hauptort der Landschaft Paionia                                          | an der mazedonischen Autobahn M1, südlich von Gradsko                                                                | Smith;               |      |
| Stoborrum Prom      |                         |                                                                          | | Smith;               |      |
| Stoechades          |                         |                                                                          | | Smith;               |      |
| Stoeni              |                         |                                                                          | | Smith;               |      |
| Stomalimne          |                         |                                                                          | | Smith;               |      |
| Stradela            |                         |                                                                          | | Smith;               |      |
| Stragona            |                         |                                                                          | | Smith;               |      |
| Strapellum          |                         |                                                                          | | Smith;               |      |
| Stratia             |                         |                                                                          | | Smith;               |      |
| Stratonice          |                         |                                                                          | | Smith;               |      |
| Stratoniceia        |                         |                                                                          | | Smith;               |      |
| Stratonis Insula    |                         |                                                                          | | Smith;               |      |
| Stratonis Turris    |                         |                                                                          | | Smith;               |      |
| Stratus             | Στράτος (Stratos)       | Hauptort von Akarnanien                                                  | Stratos in Griechenland                                                                                              | Smith;               |      |
| Stravianae          |                         |                                                                          | | Smith;               |      |
| Strenus             |                         |                                                                          | | Smith;               |      |
| Strevinta           |                         |                                                                          | | Smith;               |      |
| Strobilus           |                         |                                                                          | | Smith;               |      |
| Strongyle           | Στρογγύλη (Strongylē)   | Insel im Tyrrhenischen Meer                                              | Stromboli | Smith;               |      |
| Strongyle           | Στρογγύλη (Strongylē)   | Insel vor der Küste von Lykien                                           | Strongyli vor der türkischen Küste                                                                                   |                      |      |
| Strongylus          |                         |                                                                          | | Smith;               |      |
| Strophades          |                         |                                                                          | | Smith;               |      |
| Struchates          |                         |                                                                          | | Smith;               |      |
| Struthus            |                         |                                                                          | | Smith;               |      |
| Stryme              | Στρύμη (Strymē)         | Stadt an der thrakischen Küste                                           | südlich von Komotini in Griechenland                                                                                 | Smith;               |      |
| Strymon             | Στρυμών (Strymōn)       | Fluss in Makedonien                                                      | Struma in Südwestbulgarien und Nordgriechenland                                                                      | Smith;               |      |
| Strymonicus Sinus   |                         |                                                                          | | Smith;               |      |
| Strymonii           |                         |                                                                          | | Smith;               |      |
| Stubera             |                         |                                                                          | | Smith;               |      |
| Stuccia             |                         |                                                                          | | Smith;               |      |
| Stura               |                         | Nebenfluss des Bodincus (Oberlauf des Padus)                             | Stura di Lanzo im Piemont, mündet bei Turin in den Po                                                                | Smith;               |      |
| Stura               |                         | Nebenfluss des Tanarus                                                   | Stura di Demonte, Nebenfluss des Tanaro                                                                              | Smith;               |      |
| Stura               | Στουρά (Stoura)         | Ort in Patalene                                                          | | Smith;               |      |
| Sturium Insula      |                         |                                                                          | | Smith;               |      |
| Sturnium            |                         |                                                                          | | Smith;               |      |
| Styllangium         |                         |                                                                          | | Smith;               |      |
| Stymbara            |                         |                                                                          | | Smith;               |      |
| Stymphalis          |                         |                                                                          | | Smith;               |      |
| Stymphalus          | Στύμφαλος (Stymphalos)  | Stadt, Landschaft, Berg und Fluss in Arkadien                            | Stymfalia im Nordosten der Peloponnes                                                                                | Smith;               |      |
| Styra               |                         |                                                                          | | Smith;               |      |
| Styx                | Στύξ (Styx)             | Fluss in Arkadien                                                        | | Smith;               |      |